# Dvärglotus
Dvärglotus (Nymphaea colorata) är en art i familjen näckrosväxter som förekommer i tropiska Östafrika. Den kan odlas som prydnadsväxt i akvarier eller stora kärl i Sverige. Systematiskt är arten svår att avgränsa från kaplotusen (N. capensis) och erkänns inte alltid i botanisk litteratur.
Dvärglotus är flerårig vattenlevande ört vars flytblad upptar en yta på mellan 90 och 180 cm i diameter. De runda bladen är gröna på ovansidan och har ibland blåviolett undersida. Deras storlek är cirka 20–23 cm. De skålformade, dagöppna blommorna blir 11–14 cm i diameter. De består av 4–5 foderblad och 13–15 mörkblå till lila kronblad. Det finns även en odlad klon, 'White Colorata' (2003), med blekt blåvita blommor, samt obekräftade uppgifter om en klon med rosa blommor, kallad 'Pink Peter'.
Dvärglotus används som prydnadsväxt i varma länder och har en lång blomningsperiod. Dessutom fortsätter blomningen när temperaturen sjunker till 18°C, vilket är ovanligt för tropiska arter. Dess ringa storlek gör den lämplig för odling i mindre dammar och även i kärl, även på varma platser i Sverige. Men arten överlever inte utomhus under den svenska vintern. Dvärglotus är flitigt använd som förälder till tropiska dagblommande hybrider.

## Synonymer
För vetenskapliga synonymer, se Wikispecies.